# Сайметц, Эми
Эми Линн Са́йметц (англ. Amy Lynne Seimetz, род. 25 ноября 1981, Флорида, США) — американская киноактриса, сценаристка, кинорежиссёр и продюсер.

## Биография
Эми Сайметц выросла в городе Тампа, штат Флорида. Некоторое время посещала киношколу, затем переехала в Лос-Анджелес, где работала няней, официанткой и швеёй, в свободное время изучая кинопроизводство.
Сайметц начала свою карьеру в кино, работая над короткометражными и малобюджетными независимыми фильмами. В 2008 году она работала в качестве помощника продюсера над фильмом «Лекарство от меланхолии», который номинировался на премии кинофестиваля «Готэм» и «Независимый дух». Эми Сайметц развивала актёрскую карьеру, снявшись в фильме «Александра Последняя», двух картинах Джо Сванберга — «Серебряные пули» и «Аутоэротика», затем последовали «Гэби на крыше в июле», «Крошечная мебель» и «Миф об американской вечеринке».
За роль в триллере «Ужасный способ умереть» Сайметц получила приз в номинации «Лучшая актриса» на кинофестивале «Fantastic Fest». Премьера фильма состоялась на международном кинофестивале в Торонто и была достаточно успешной. После выхода фильма «Нерабочее время», в котором Эми Сайметц исполнила главную роль, газета «Los Angeles Times» назвала Сайметц главным открытием года для мира независимого кинематографа.
В 2012 году полнометражным режиссёрским дебютом Эми Сайметц стал триллер «Солнце, не свети», к которому она также написала сценарий. Премьера фильма на кинофестивале «South by Southwest» прошла с больши́м успехом.
В 2013 году Эми Сайметц снялась в фильмах «Примесь» и «Пит-стоп», премьера которых состоялась на фестивале «Сандэнс», и получила роль Даннет Лидс, матери-одиночки, в третьем сезоне сериала «Убийство».
В июне 2014 года телеканал «Starz» объявил о начале работы над сериалом «Девушка по вызову» — режиссёрами, сценаристами и продюсерами которого стали Эми Сайметц и Лодж Керриган. Стивен Содерберг, режиссёр одноимённого полнометражного фильма 2009 года заявил: «Думаю, если бы я собрался создать собственную киностудию, то я бы подобрал лучших кинематографистов и просто позволил бы им творить в определённых финансовых рамках. Я бы позвал Шейна Кэррута, или Барри Дженкинса, или Эми Сайметц, собрал бы их вместе и просто спросил, чем бы они хотели заняться». Сериал оказался успешным и был продлён на второй сезон, где Сайметц также останется продюсером, режиссёром и сценаристом.

## Фильмография
| Год       |     | Русское название                              | Оригинальное название                            | Роль                                                      |
| --------- | --- | --------------------------------------------- | ------------------------------------------------ | --------------------------------------------------------- |
| 2003      | кор | Покидая Багдад                                | Leaving Baghdad                                  |                                                           |
| 2004      | кор | Семнадцатый человек                           | The 17th Man                                     | покупатель в книжном магазине                             |
| 2004      | кор | Мера любви                                    | Measure of Love                                  |                                                           |
| 2005      | кор | Невиданный добрый зверь                       | The Unseen Kind-Hearted Beast                    | Джорджетт (также режиссёр, продюсер, сценарист, монтажёр) |
| 2005      | ф   | Каньон черного дракона                        | Black Dragon Canyon                              | Элизабет Стерлинг                                         |
| 2006      | ф   | Самоубийцы: История любви                     | Wristcutters: A Love Story                       | Нина                                                      |
| 2006      | кор | Скажи это                                     | Say It                                           |                                                           |
| 2008      | ф   | Мы видели подобное                            | We Saw Such Things                               | режиссёр, продюсер, монтажёр                              |
| 2009      | ф   | Александра Последняя                          | Alexander the Last                               | Хеллен                                                    |
| 2009      | кор | Round Town Girls                              | Round Town Girls                                 | первая девушка (также режиссёр)                           |
| 2009      | кор | Время вышло                                   | Time's Up                                        | Дебора                                                    |
| 2009      | кор | Только одна ночь                              | One Night Only                                   | Анна                                                      |
| 2010      | ф   | Гэби на крыше в июле                          | Gabi on the Roof in July                         | Челси                                                     |
| 2010      | ф   | Крошечная мебель                              | Tiny Furniture                                   | Эшлин                                                     |
| 2010      | ф   | Open Five                                     | Open Five                                        | Линн                                                      |
| 2010      | ф   | Миф об американской вечеринке                 | The Myth of the American Sleepover               | Джули Хиггинс                                             |
| 2010      | ф   | Горький пир                                   | Bitter Feast                                     | Кэтрин Фрэнкс                                             |
| 2010      | ф   | Ужасный способ умереть                        | A Horrible Way to Die                            | Сара                                                      |
| 2010      | ф   | Невероятно маленький                          | Incredibly Small                                 | Саманта                                                   |
| 2010      | кор | Ruff Love                                     | Ruff Love                                        | Эми                                                       |
| 2010      | ф   | Despedida                                     | Despedida                                        | Лиа                                                       |
| 2011      | ф   | Оборона Джонстауна                            | The Jonestown Defense                            | Крисси                                                    |
| 2011      | ф   | Нерабочее время                               | The Off Hours                                    | Франсин                                                   |
| 2011      | ф   | Серебряные пули                               | Silver Bullets                                   | Чарли (также продюсер)                                    |
| 2011      | ф   | Тарелка и ложка                               | The Dish & the Spoon                             | подруга Эммы (также продюсер)                             |
| 2011      | ф   | Неважно почему                                | No Matter What                                   | Лора                                                      |
| 2011      | ф   | Маленький пруд                                | Small Pond                                       | Кэти                                                      |
| 2011      | кор | Кофе и пирог                                  | The Off Hours                                    | Франсин                                                   |
| 2011      | ф   | Аутоэротика                                   | Autoerotic                                       |                                                           |
| 2011      | ф   | Тебе конец!                                   | You're Next                                      | Эйми                                                      |
| 2011      | кор | Особенные дела                                | Special Things to Do                             | Сэнди                                                     |
| 2012      | ф   | Будь хорошим                                  | Be Good                                          | Мэри Катзмэн                                              |
| 2012      | ф   | Всех порву!                                   | Revenge for Jolly!                               | Вики                                                      |
| 2012      | кор | Призрак старых шоссе                          | Ghost of Old Highways                            | подружка невесты / Хэрлот / певица хора                   |
| 2012      | ф   | Шкатулка проклятия                            | Possession                                       | Бет                                                       |
| 2012      | ф   | Солнце, не свети                              | Sun Don't Shine                                  | сценарист, продюсер, режиссёр, монтажёр                   |
| 2013      | кор | #PostModem                                    | #PostModem                                       |                                                           |
| 2013—2013 | с   | Семейное древо                                | Family Tree                                      | Элли Кил                                                  |
| 2013—2013 | с   | Закон и порядок: Специальный корпус           | Law and Order: Special Victims Unit              | Лина Олсен                                                |
| 2013      | кор | Когда мы жили в Майами                        | When We Lived in Miami                           | режиссёр, монтажёр                                        |
| 2013      | ф   | Примесь                                       | Upstream Color                                   | Крис                                                      |
| 2013      | ф   | Пит-стоп                                      | Pit Stop                                         | Шэннон                                                    |
| 2013      | кор | Приключения Кристофера Боша в мультивселенной | Adventures of Christopher Bosh in the Multiverse | Смертельный дельфин на роликах                            |
| 2013      | ф   | Девять полных лун                             | 9 Full Moons                                     | Фрэнки                                                    |
| 2013      | ф   | Таинство                                      | The Sacrament                                    | Кэролайн                                                  |
| 2013      | ф   | Везунчики                                     | Lucky Them                                       | Сара                                                      |
| 2013—2014 | с   | Убийство                                      | The Killing                                      | Даннет Лидс                                               |
| 2014      | ф   | Я верю в единорогов                           | I Believe in Unicorns                            | Клара                                                     |
| 2014      | ф   | Реконструкция Уильяма Зеро                    | The Reconstruction of William Zero               | Джулс                                                     |
| 2014      | кор | Техачапи                                      | Tehachapi                                        | Франсин                                                   |
| 2015      | ф   | Развлечение                                   | Entertainment                                    | женщина в баре                                            |
| 2015      | ф   | Ма                                            | Ma                                               | Мисти                                                     |
| 2015      | ф   | Песня о любви                                 | Lovesong                                         | Хлоя                                                      |
| 2016—2017 | с   | Девушка по вызову                             | The Girlfriend Experience                        | Аннабель Рид                                              |
| 2016—2016 | с   | Очень странные дела                           | Stranger Things                                  | Беки Ивс                                                  |
| 2016—2016 | с   | Остановись и гори                             | Halt and Catch Fire                              | Мишель Латтимер                                           |
| 2017      | кор | Чужой: Завет. Последний ужин                  | Alien: Covenant - Prologue: Last Supper          | Мэгги Фэрис                                               |
| 2017      | ф   | Чужой: Завет                                  | Alien: Covenant                                  | Мэгги Фэрис                                               |
| 2017      | ф   | Положитесь на Пита                            | Lean on Pete                                     | Линн                                                      |
| 2017      | ф   | Мои дни с Мёрси                               | My Days of Mercy                                 | Марта                                                     |
| 2018      | ф   | Сумасбродные вечера с Эмили                   | Wild Nights with Emily                           | Мейбл Тодд                                                |
| 2018—2018 | с   | Достать коротышку                             | Get Shortly                                      | Джинни                                                    |
| 2019      | ф   | Кладбище домашних животных                    | Pet Sematary                                     | Рэйчел Крид                                               |
| 2020      | ф   | Тайны, которые мы храним                      | The Secrets We Keep                              | Рэйчел Кристал                                            |
| 2020—2020 | с   | Правило Коми                                  | The Comey Rule                                   | Триша Андерсон                                            |
| 2020      | ф   | Заклятый враг                                 | Archenemy                                        | Клео Вентрик                                              |
| 2020      | ф   | Она умрёт завтра                              | She Dies Tomorrow                                | режиссёр, продюсер, сценарист                             |
| 2021      | ф   | Без резких движений                           | No Sudden Move                                   | Мэри Вертц                                                |
| 2021—2024 | с   | Sweet Tooth: мальчик с оленьими рогами        | Sweet Tooth                                      | Бёрди                                                     |
| 2022      | ф   | Последняя охота                               | The Last Manhunt                                 | Клара Тру                                                 |
| 2022      | с   | Внешние сферы                                 | Outer Range                                      | режиссёр                                                  |
| 2024      | с   | Мистер и миссис Смит                          | Mr. & Mrs. Smith                                 | режиссёр                                                  |

## Награды и номинации
| Год  | Фильм                         | Фестиваль / Приз                                                                    | Результат |
| ---- | ----------------------------- | ----------------------------------------------------------------------------------- | --------- |
| 2010 | Крошечная мебель              | Кинопремия «Готэм», лучший актёрский состав                                         | Номинация |
| 2010 | Миф об американской вечеринке | Кинофестиваль SXSW, специальный приз жюри за лучший актёрский состав                | Победа    |
| 2011 | Ужасный способ умереть        | Кинофестиваль «Fantastic Fest», приз лучшей актрисе                                 | Победа    |
| 2012 | Солнце, не свети              | Кинофестиваль SXSW, специальный приз жюри лучшей начинающей женщине-режиссёру       | Победа    |
| 2012 | Солнце, не свети              | Кинопремия «Готэм», премия «Лучший фильм, который не показывают в вашем кинотеатре» | Номинация |
| 2012 | Солнце, не свети              | Кинофестиваль «RiverRun», специальный приз жюри «Spark»                             | Победа    |
| 2012 | Солнце, не свети              | Indiewire, приз за лучший фильм 2012 года, не попавший в прокат                     | Победа    |
| 2013 | Примесь                       | Кинопремия «Готэм», приз лучшей актрисе                                             | Номинация |
| 2013 | Солнце, не свети              | Кинопремия «Готэм», приз за лучший прорыв в кинорежиссуре                           | Номинация |